# 삼례초등학교
삼례초등학교는 대한민국 전북특별자치도 완주군 삼례읍의 초등학교이다.

## 학교 연혁
- 1918년 10월 19일 삼례공립보통학교 개교(설립인가 5월 4일)
- 1938년 4월 1일 삼례제일공립심상소학교로 개칭
- 1941년 4월 1일 삼례대화공립국민학교로 개칭
- 1946년 3월 1일 삼례국민학교로 개칭
- 1949년 9월 1일 석전국민학교 분리
- 1979년 3월 1일 병설유치원 개원(원아 80명)
- 1996년 3월 1일 삼례초등학교로 개칭
- 2018년 3월 1일 제31대 박은숙 교장선생님 부임
- 2019년 2월 8일 제93회 졸업식(총19,131)명
- 2019년 3월 1일 초등학교 17(1)학급, 병설유치원 2학급 편성운영

## 참고 자료
- 삼례초등학교 - 한국교육학술정보원 학교알리미